# کاسوگای
کاسوگای از شهرهای استان آیچی ژاپن است که جمعیت آن در ۱ ژانویه ۲۰۰۸ ۳۰۰٬۷۱۳نفر بوده‌است.